# Новое мексиканское кино

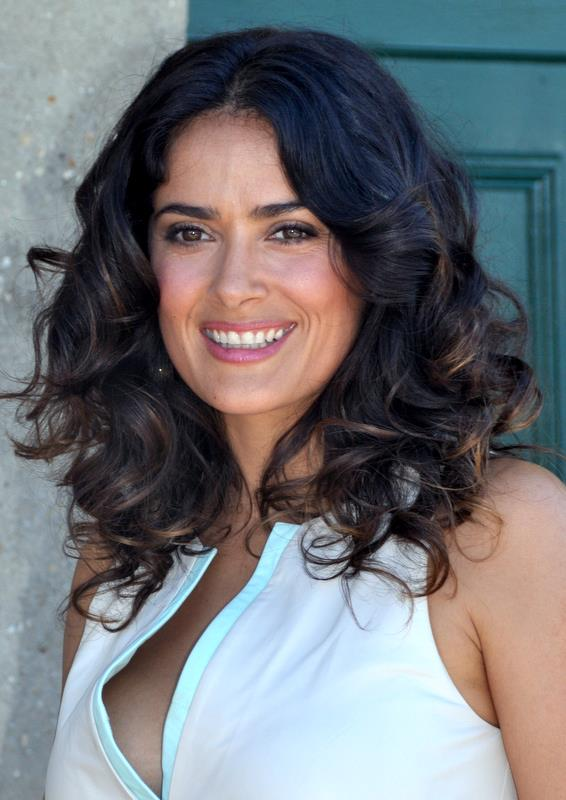
Сальма Хайек — актриса, национальный символ мексиканского кино

Новое мексиканское кино (исп. Nuevo Cine Mexicano), также Новая волна (исп. buena onda, хорошая волна) — термин, обозначающий появление в мексиканском кинематографе фильмов высокого художественного достоинства, популярных как в Мексике, так и по всему миру. Во многом совпала с приходом частного капитала в киноиндустрию и общим подъёмом латиноамериканского кино. Приходится на вторую половину 1990-х и продолжается по сей день.

## История
После окончания «золотого века» в 1950-е мексиканское кино долгое время находилось в упадке. Вступив в должность президента Мексики в 1982 году, Мигель де ла Мадрид унаследовал страну, глубоко погружённую в экономический и социальный кризис. Правительство Мексики почти полностью забыло о кинематографе, индустрии, которая мало кого волнует в период кризиса. Фильмы продолжали сниматься, но только усилиями частных компаний. В период с 1982 по 1988, почти ни один мексиканский фильм не имел успех за пределами страны. Прокат фильмов также был одной из проблем Мексики: с одной стороны закон, обязывающий кинотеатры показывать 50 % фильмов мексиканского производства, никогда не был полностью реализован на практике, с другой стороны, даже если бы он был реализован, низкое качество фильмов и малый интерес у зрителя всё равно не способствовали бы развитию кинематографа.
В 1983 году был создан Мексиканский институт Кинематографии, государственное учреждение, задачей которого было следить за создание качественного кино. К началу 1990-х его деятельность стала давать плоды. Появились такие фильмы как «Домашнее задание» (1991) Хайме Умберто Эрмосильо, «Дансон» (1991) Марии Новаро, «Любовь во время истерии» (1991) Альфонсо Куарона, «Хронос» (1992) Гильермо дель Торо, «Как вода для шоколада» (1992) Альфонсо Арау, «Мирослава» (1993) Алехандро Пелайо и другие. Все они соответствовали критериям высокого качества, сильно отличаясь от того, что приходилось видеть мексиканцам на экране всего несколько лет назад. Кино постепенно возвращало себе роль одного из важнейших для страны вида культуры. В период между 1990 и 1992 годами количество посещений кинотеатров существенно увеличилось, а доход от фильмов превзошел ожидания прокатчиков. В это же время начинает сниматься в кино Сальма Хайек, национальный символ и восходящая звезда Голливуда, чуть позже к ней присоединится Гаэль Гарсия Берналь, один из самых узнаваемых актёров мексиканского происхождения.
Наивысшие достижения «новой волны» связаны с именами трёх режиссёров: Алехандро Гонсалеса Иньярриту, Альфонсо Куарона, Гильермо дель Торо.

## Режиссёры

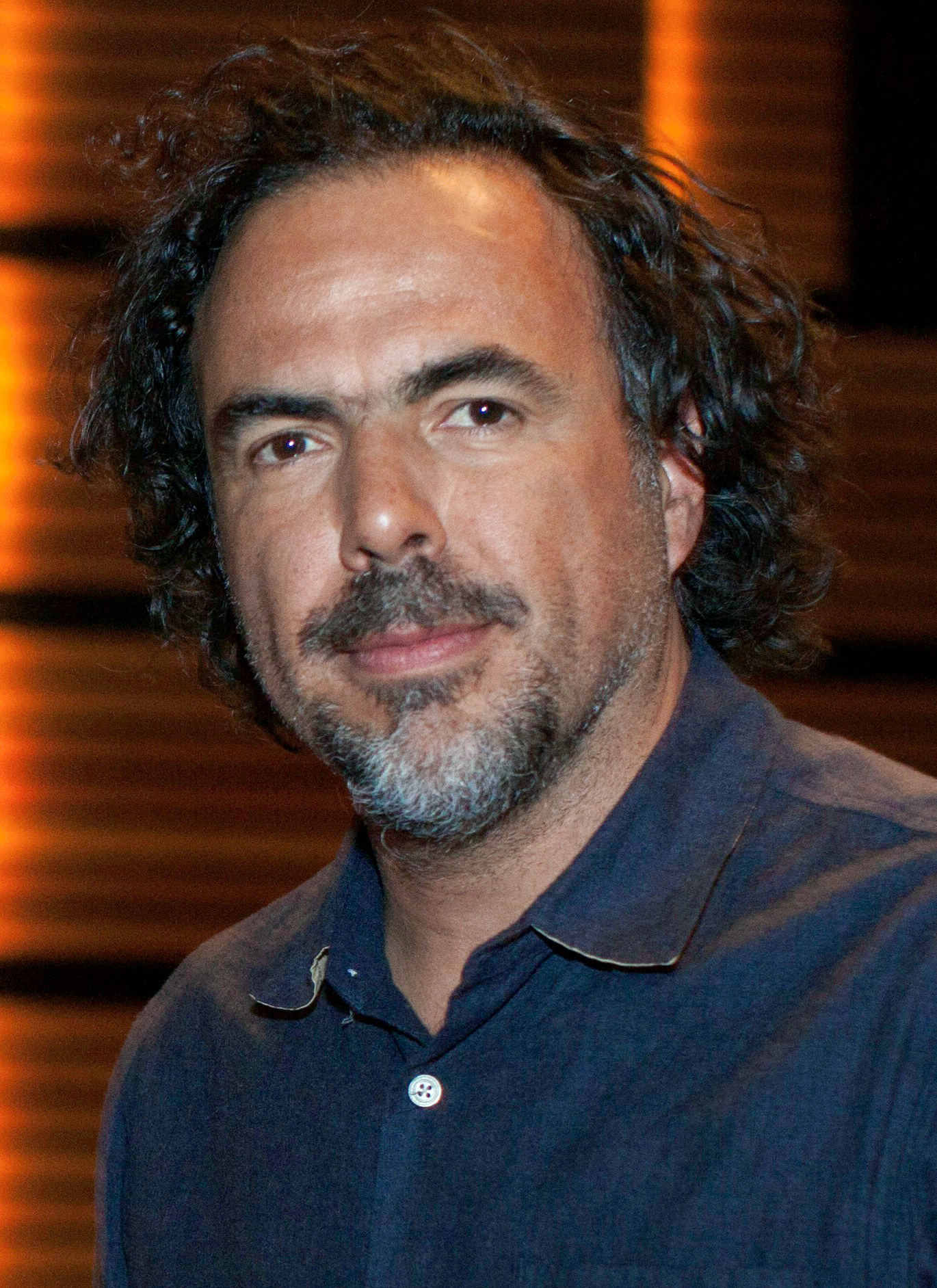
Алехандро Гонсалес Иньярриту — один из самых востребованных режиссёров мирового кино мексиканского происхождения

Альфонсо Куарон. Первым в числе латиноамериканских режиссёров получил Оскар за лучшую режиссуру в 2014 году. Считается одним из самых перспективных режиссёров своего поколения не только мексиканского, но и мирового кинематографа. Куарон начинал со съёмок независимого кино у себя на Родине («Любовь на грани истерии», 1991), но известность ему принесли работа на американским фильмом «Маленькая принцесса» (1995) и его четвёртый фильм «И твою маму тоже» (2001). Затем последовали крупнобюджетные голливудские картины Гарри Поттер и узник Азкабана (2004), «Дитя человеческое» и Гравитация (2013). Эти фильмы получили хорошие отзывы как у критики, так и у зрителей, и были успешны в прокате.

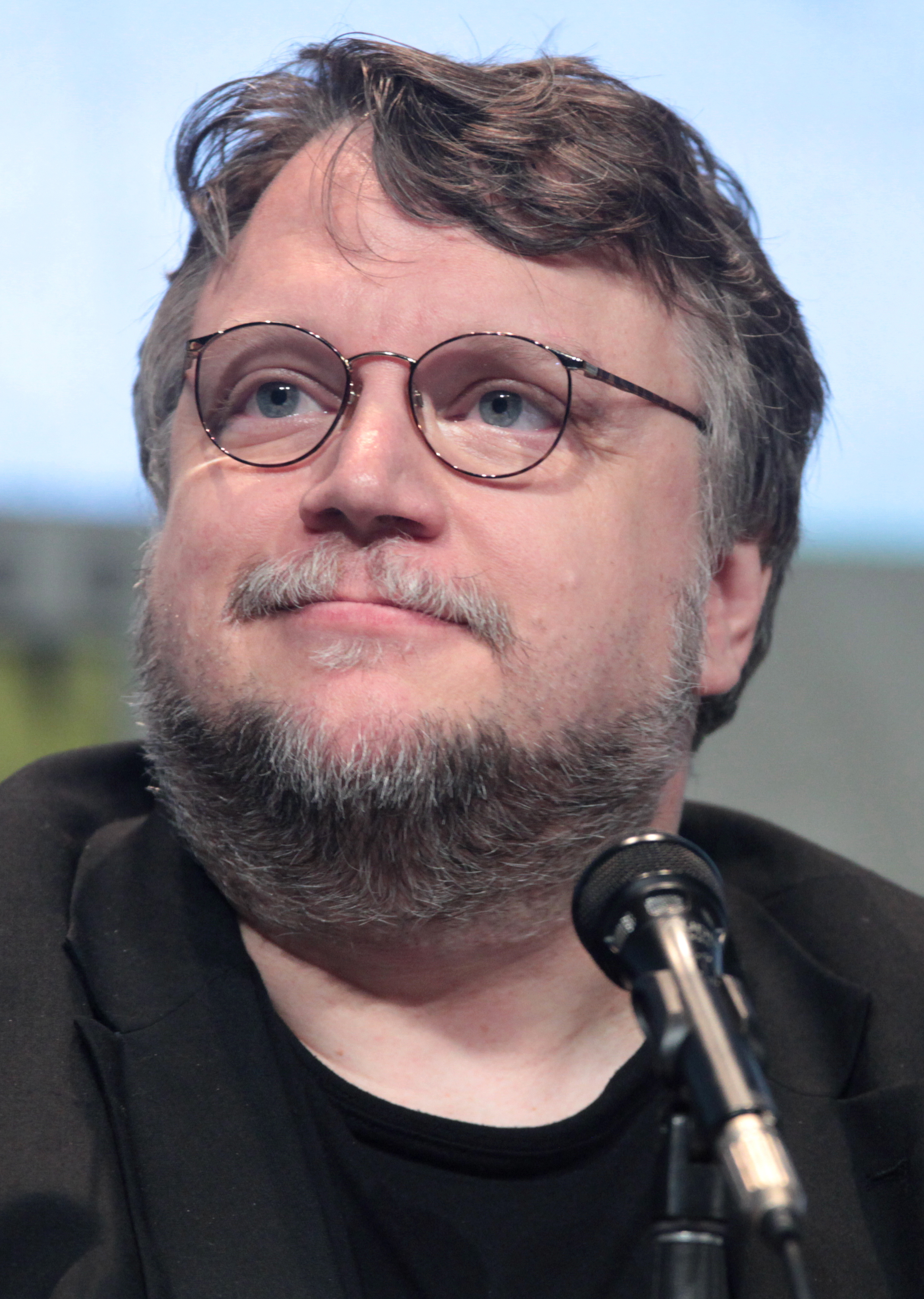
Гильермо дель Торо

Алехандро Гонсалеса Иньярриту. Режиссёр, сценарист, продюсер и композитор, обладатель 4 премий Оскар. Считается одним из лучших режиссёров мира на сегодняшний день. Одним из первых всемирноизвестных мексиканских фильмов 21 века является работа Иньярриту «Сука-любовь» (2000), который был номинирован на Оскар и Золотой Глобус как лучший фильм на иностранном языке, а в Мексике получил 11 наград «Ариэль». Затем выходят фильмы «21 грамм» и «Вавилон», последний был номинирован на Оскар в 7 номинациях, в том числе как лучший фильм и за лучшую режиссуру. Эти три фильма составили трилогию о смерти, которую Иньярриту создал вместе со сценаристом Гильермо Арриагой, и открыли режиссёру дорогу в мир большого голливудского кино. Самыми известными голливудскими работами режиссёра являются фильмы «Бёрдмэн» (2014) и «Выживший» (2015), которые суммарно собрали 600 млн долларов в прокате.
Иньярриту — первый мексиканский режиссёр, который получил Оскар за лучшую режиссуру два года подряд, а также третий, кто был удостоен такого признания когда-либо, причём последний раз до Иньярриту два Оскара за режиссуру подряд получил Джозеф Лео Манкевич в 1949 и 1950 годах, то есть более 60 лет назад. Также — первый мексиканский режиссёр, который получил Оскар за лучший фильм («Бёрдман»). Кроме того, он получил приз за лучшую режиссуру на Каннском фестивале за фильм «Вавилон» (2006).
Гильермо дель Торо тоже является востребованным режиссёром в Голливуде. Дель Торо занимался как экранизацией комиксов («Хеллбой», 2004 и «Блейд 2», 2002), так и созданием фильмов в жанре ужасов и фэнтези («Хребет дьявола», 2001 и «Лабиринт Фавна», 2006). Фильмы дель Торо отличаются мрачной, часто готической, атмосферой («Багровый пик», 2015), а также обилием монстров и других фантастических существ.

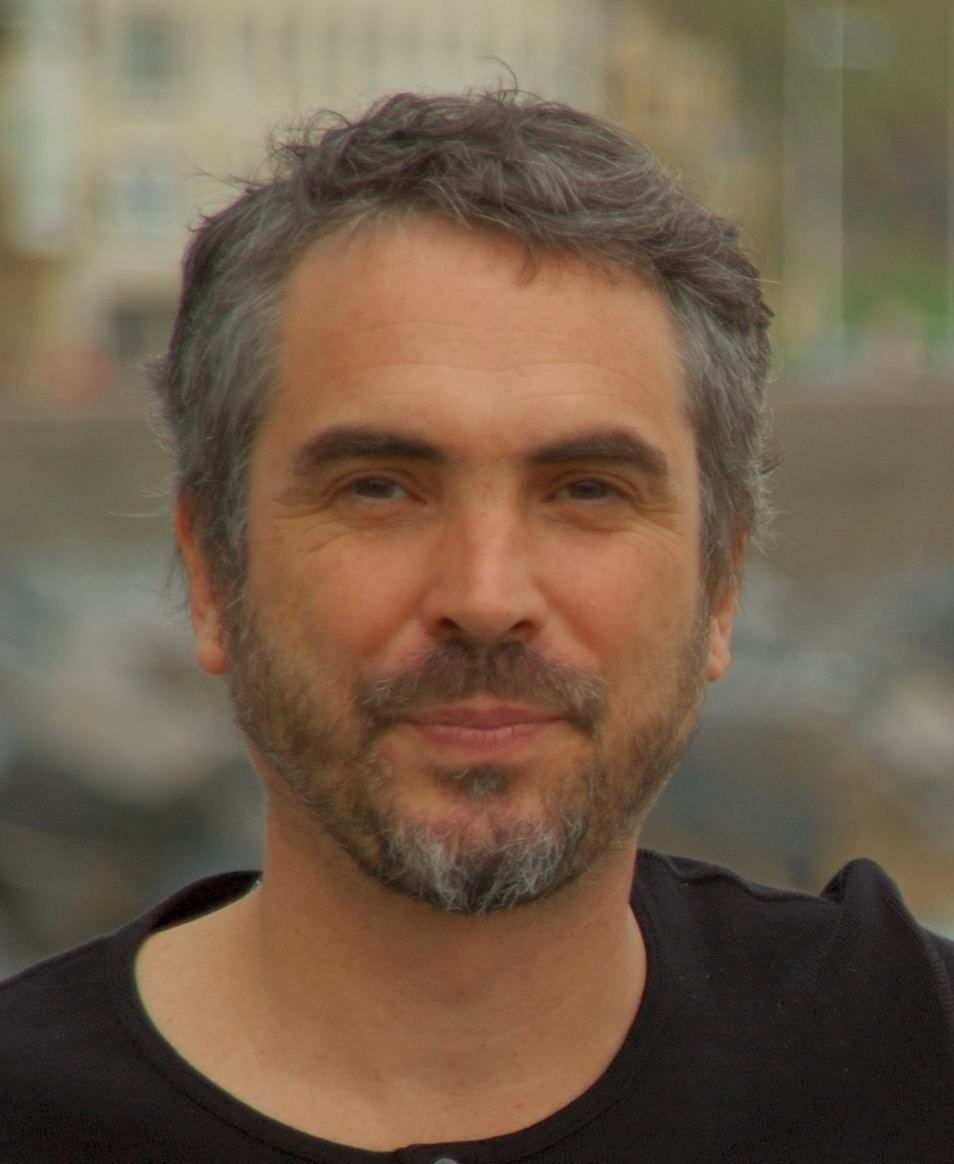
Альфонсо Куарон

## Список фильмов
- «Домашнее задание» (La tarea, 1991) — Хайме Умберто Эрмосильо
- «Дансон» (Danzón, 1991) — Мария Новаро
- «Любовь во время истерии» (Sólo con tu pareja, 1991) — Альфонсо Куарон
- «Хронос» (Cronos, 1992) — Гильермо дель Торо
- «Как вода для шоколада» (Como agua para chocolate, 1992) — Альфонсо Арау
- «Мирослава» (Miroslava, 1993) — Алехандро Пелайо
- «Закон Ирода» (La Ley de Herodes, 1999) — Луис Эстрада
- «Другие завоевания» (La Otra Conquista, 1999) — Сальвадор Карраско
- «Секс, стыд и слёзы» (Sexo, pudor y lágrimas, 2000) — Антонио Серрано
- «Вся власть» (Todo el poder, 2000) — Фернандо Сариньяна
- «Улица» (De la Calle, 2001) — Герардо Торт
- «Сука любовь» (Amores perros, 2000) — Алехандро Гонсалес Иньярриту
- «И твою маму тоже» (Y tu mamá también, 2001) — Альфонсо Куарон
- «Тайна отца Амаро» (El Crimen del Padre Amaro, 2002) — Карлос Каррера
- «Япония» (Japón, 2002) — Карлос Рейгадас
- «Твоя любовь ранит» (Amar te Duele, 2002) — Фернандо Сариньяна

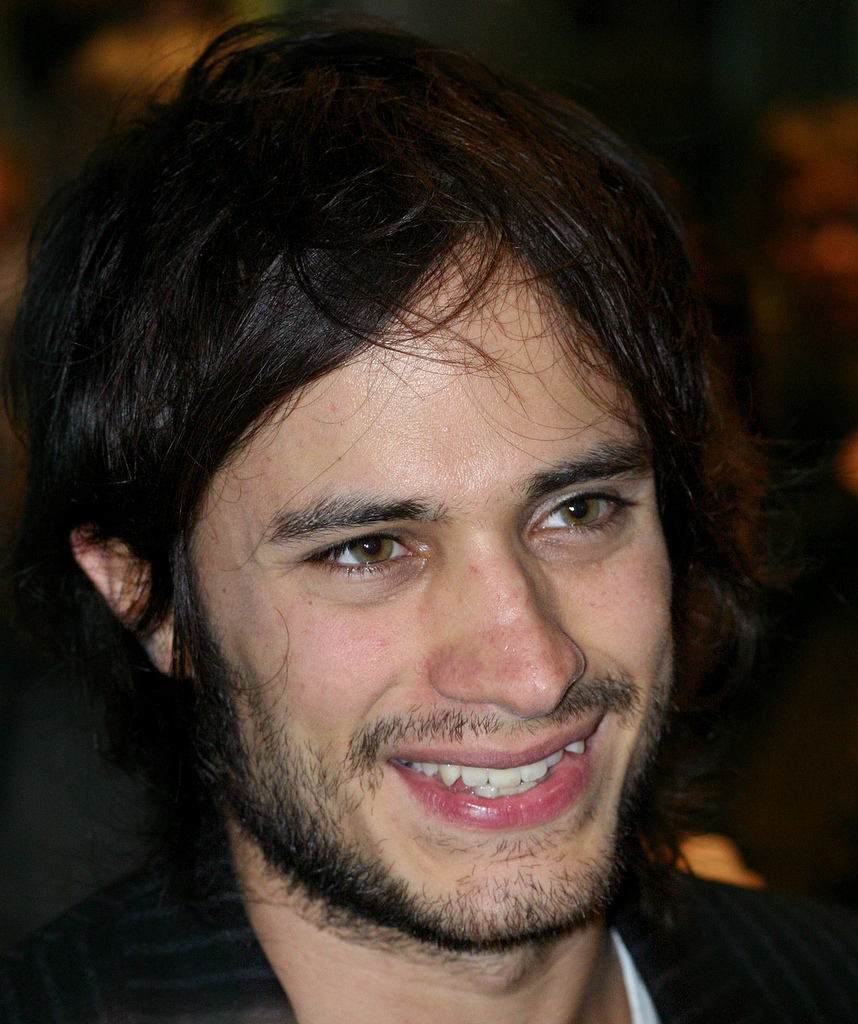
Гаэль Гарсия Берналь — один из самых узнаваемых мексиканских актёров

- Гаэль Гарсия Берналь — один из самых узнаваемых мексиканских актёров"Тысячи мирных облаков окружают небо, любовь, ты не можешь остановить любовь" (Mil nubes de paz cercan el cielo, amor, jamás acabrás de ser amor, 2003) — Хулиан Эрнандес
- «Невинные голоса» (Voces Inocentes, 2004) — Луис Мандоки
- «Утиный сезон» (Temporada de Patos, 2004) — Фернандо Эймбке
- «Обрубая концы» (Matando Cabos, 2004) — Алехандро Лосано
- «Битва на небесах» (Batalla en el cielo, 2005) — Карлос Рейгадас
- «Кровь» (Sangre, 2005) — Амат Эскаланте
- «Скрипка» (El Violín, 2005) — Франциско Варгас Кеведо
- «На другой стороне» (Al Otro Lado, 2005) — Густаво Лоса
- «Дурные привычки» (Malos Habitos, 2006) — Саймон Бросс
- «31-й км» (Km. 31, 2006) — Ригоберто Кастаньеда
- «Расколотое небо» (El cielo dividido, 2006) — Хулиан Эрнандес
- «Надоело целовать лягушек» (Cansada de Besar Sapos, 2006) — Хорхе Колон
- «Голубые веки» (Párpados Azules, 2007) — Эрнесто Контрерас
- «Безмолвный свет» (Stellet Licht, 2007) — Карлос Рейгадас
- «Возроди во мне жизнь» (Arráncame la vida, 2008) — Роберто Снайдер
- «Рудо и Курси» (Rudo y Cursi, 2008) — Карлос Куарон
- «Озеро Тахо» (Lake Tahoe, 2009) — Фернандо Эймбке
- «Без имени» (Sin nombre, 2009) — Кэри Фукунага
- «Ад» (El Infierno, 2010) — Луис Эстрада
- «Презумпция вины» (Presunto Culpable, 2011) — Роберто Эрнандес, Джеффри Смит
- «После Люсии» (Después de Lucía, 2012) — Мишель Франко
- «Удивительная зубатка» (Los insólitos peces gato, 2013) — Клаудия Сэйнт-Люче